# Tony Johnstone
Anthony Alastair „Tony“ Johnstone (* 2. Mai 1956 in Bulawayo) ist ein simbabwischer Berufsgolfspieler. Mehr als 20 Jahre lang war er eine charismatische Figur auf der PGA European Tour. Seit Mai 2006 ist er auf der European Seniors Tour spielberechtigt.

## Werdegang
Johnstone wuchs in Simbabwe, zusammen mit anderen Golfgrößen, wie Nick Price und Mark McNulty, auf und wurde 1979 Berufsgolfer. Auf der European Tour gewann er insgesamt sechs Turniere, einschließlich des prestigeträchtigen Abschlussturniers, der Volvo Masters 1992. Sein letzter Sieg auf der Tour war 2001 bei den Qatar Master, zugleich sein höchster Siegerscheck. Danach konzentrierte sich Johnstone mehr und mehr auf das Kommentieren von Golfturnieren im Fernsehbereich. Auf der European Seniors Tour und hat er 2008 und 2009 weitere Turniere gewonnen.
Johnstone wird allgemein wegen seines genialen kurzen Spieles, in der Nähe des Grüns, gerühmt. Am Grün direkt hat er aber seine Schwäche, das Putten, was seine Erfolgsquote immer wieder einschränkte. In den Jahren 1998 bis 2000 dominierte er die sogenannte Sand Saves Category (Erfolgsstatistik der Bunkerschläge rund ums Grün) ganz eindeutig.
Tony Johnstone ist seit 1981 mit seiner Frau Karen verheiratet, hat 2 Kinder, Dale (* 1985) und Lauren (* 1990), und lebt derzeit in Sunningdale, England.

## European Tour Siege
- 1984: Portuguese Open
- 1990: Murphy's Cup
- 1991: Murphy's Cup
- 1992: Volvo PGA Championship
- 1998: Alfred Dunhill S.A. PGA (gemeinsames Event mit der Sunshine Tour)
- 2001: Qatar Masters

## Sunshine Tour Siege
- 1984: South African Open; Charity Classic (SA); South African Masters
- 1986: Goodyear Classic (SA)
- 1987: ICL International (SA), Minolta Copiers Match Play (SA), Wild Coast Classic (SA)
- 1988: ICL International (SA), Minolta Copiers Match Play (SA), Bloemfontein Classic (SA)
- 1989: Lexington SA PGA Championship
- 1990: Palabora Classic (SA)
- 1993: South African Masters; Zimbabwe Open; Philips South African Open
- 1994: Bell's Cup (SA)

(SA = Südafrika)

## European Seniors Tour Siege
- 2008 Jersey Seniors Classic
- 2009 Travis Perkins plc Senior Masters

## Teilnahmen an Teambewerben
(für Simbabwe)

Amateur
- Eisenhower Trophy 1976
- Seniors 1976-79

Professional
- Alfred Dunhill Cup 1993-98, 2000
- World Cup 1994-98, 2000, 2001
- Hennessy Cognac Cup 1982